# Deathstars
Детстарс (у оригиналу Deathstars) су шведски индустријал готик метал бенд из Стокхолма основан 2000. године. Текстови им се баве песимистичним и циничним друштвеним коментарима, а присутна је и хорор-тематика. Њихов заштитни знак су униформе и фарбање лица.
Издали су три албума у досадашњој каријери: Synthetic Generation (2003), Termination Bliss (2006) и Night Electric Night (2009), као и један и-пи (ЕР) издат под именом бенда.
Садашња постава бенда се састоји углавном од бивших чланова блек метал пројекта Сордмастер, а у који су били укључени чланови бендова Дисекшн и Офталамија.

## Чланови
- Андреас Берг (Виплешер) - вокали
- Ерик Бекман (Кет Казино) - гитара
- Емил Недвејт (Најтмер Индастриз) - гитара, клавијатуре
- Јунас Кангур (Скини Диско) - бас
- Оле Еман (Боун Машин) - бубњеви

## Дискографија
- Synthetic Generation (2003)
- Termination Bliss (2006)
- Night Electric Night (2009)
- The Perfect Cult (2014)

## Спотови
- "Synthetic Generation" (2001)
- "Syndrome" (2002)
- "Cyanide" (2005)
- "Blitzkrieg" (2006)
- "Virtue To Vice" (2007)
- "Death Dies Hard" (2009)